# Krystal Vee
 (mars 2014).
Si vous disposez d'ouvrages ou d'articles de référence ou si vous connaissez des sites web de qualité traitant du thème abordé ici, merci de compléter l'article en donnant les références utiles à sa vérifiabilité et en les liant à la section « Notes et références ».
Krystal Vee (thaï : คริสตัล วี) ou Krystal Virulchanya (คริสตัล วิรุฬห์จรรยา) , née le 28 novembre 1987 à Bangkok, est un mannequin[réf. nécessaire] et une actrice thaïlandaise.

## Biographie
Elle est née et a grandi en Thaïlande. À la suite de travaux diplomatique de son père, elle a vécu six ans en Russie où elle a étudié dans une école anglo-américaine.
À l'âge de huit ans, elle a fait son premier spot TV avant de retourner en Russie pour la deuxième fois. De retour en Thaïlande, elle a tourné dans des publicités télévisées et à l'âge de quinze ans, elle a travaillé activement dans toute l'Asie. À dix-sept ans, elle décroche son premier rôle au cinéma et a joué dans un certain nombre de sitcoms de télévision locales thaïlandaises.

## Filmographie
- 2004 : M.A.I.D.: Mission Almost Impossible Done : Paula
- 2009 : Street Fighter: Legend of Chun-Li : Lucy
- 2010 : The Lazarus Papers : Nana
- 2012 : Le Roi Scorpion 3 : L'Œil des dieux : la princesse Silda[2],[3]
- 2013 : Nighthawks in Bangkok (court-métrage) : Proy
- 2013 : สารวัตรหมาบ้า รับบท ร.ต.ต.หญิง นริน พีระเดช
- 2013 : The Cop
- 2015 : Trafficker : Ling
- 2016 : Beyond the Game
- 2016 : Star Treck : Captain Pike : Capitaine Julie Decker
- 2019 : The Untold Story : Natasha